# Theodore Evergates
Theodore Evergates est un historien médiéviste américain, spécialiste de l'histoire du comté de Champagne. 

## Biographie
Professeur d'histoire au Western Maryland College (l'actuel McDaniel College (en), Westminster, Maryland), Theodore Evergates s'intéresse à la société féodale et a publié plusieurs études sur la société médiévale dans le comté de Champagne. 

## Publications sélectives
- Feudal society in the bailliage of Troyes under the counts of Champagne, 1152-1284, The Johns Hopkins University Press, Baltimore/Londres, 1975.
- Feudal Society in Medieval France : Documents from the County of Champagne, University of Pennsylvania Press, 1993.  (ISBN 9780812214413)
- Aristocratic Women in Medieval France, University of Pennsylvania Press, 1999.  (ISBN 9780812217001)
- Littere Baronum : The Earliest Cartulary of the Counts of Champagne, University of Toronto Press, 2003.  (ISBN 0802087620)
- The Aristocracy in the County of Champagne, 1100-1300, University of Pennsylvania Press, 2007.  (ISBN 9780812240191)
- The Cartulary of Countess Blanche of Champagne, University of Toronto Press, 2010.  (ISBN 1442639954)
- Henry the Liberal : Count of Champagne, 1127-1181, University of Pennsylvania Press, 2016.  (ISBN 9780812247909)
- Marie of France : Countess of Champagne, 1145-1198, University of Pennsylvania Press, 2018.  (ISBN 9780812250770)